# Ko Mak
Ko Mak, thailändska เกาะหมาก, är en liten ö i Tratprovinsen, i Thailand, som ligger i Thailandviken.

## Historia
Ön bosattes först under kung Rama Vs regenttid i slutet av 1800-talet. Den första bosättaren hette Chao Sua Seng och var en kinesisk handelstjänsteman som upprättade en plantage med kokospalmer. Han sålde så småningom plantage till en annan kinesisk handelstjänsteman, Luang Prompakdii. Dennes ättlingar äger fortfarande plantagen, som utvidgats vad gäller produktionen av kokos, men också blivit en gummiplantage, två efterfrågade exportvaror.
Turistnäringen fick sin start 1974 när strandhyddor byggdes vid Ban Ao Nid på den östra sidan av ön. Infrastrukturen, framför allt transporter och telekommunikation, byggdes ut först så småningom, varför turistnäringen inte kan sägas ha fått fart förrän ungefär 1987, när den första riktiga turistanläggningen byggdes.

## Politisk historia
Ko Kut-distriktet var ursprungligen en del av tambonen Ko Chang i Laem Ngop-distriktet. 1952 inrättades Ko Mak som en egen tambon, som omfattade hela ön med vid den tiden fyra byar, muban. 1980 blev tre av byarna en egen tambon med namnet Ko Kut.
1990 uppgraderades tambonen Ko Kut tillsammans med tambonen Ko Mak till ett mindre distrikt, en amphoe. Detta följdes i maj 2007 av ett regeringsbeslut att låta alla mindre distrikt bli fullvärdiga distrikt, dvs. amphoer, vilket blev officiellt i samband med att nyheten publicerades i Royal Gazette. Det lokala styret för tambonerna bildades 2003 för Ko Kut och för Ko Mak 2004. De båda tambonerna tillhör distriktet Ko Kut.

## Geografi
Ko Mak ligger i den östra delen av Thailandviken, 35 kilometer från fastlandet och är den tredje största ön i Trat-provinsen, efter Ko Chang och Ko Kut. Ön är 16 kvm stor, med en kustlinje av 27 km, med långa sandstränder och några mindre kullar. Badstränderna på ön listades 2006 av den brittiska tidningen Sunday Times bland världen tio vackraste badstränder.
På Ko Mak finns ett tempel, en skola för yngre elever och tre byar.
Från ön är det möjligt vid lågvatten att vandra över till Ko Kham, en mindre ö som ligger en knapp kilometer nordväst om Ko Mak.

## Klimat
Det tropiska klimatet i Thailand är ett sommarmonsunklimat, med kraftiga monsunregn från maj till oktober och torrtid från oktober till maj. Det är svalast i slutet av regntiden och början på torrtiden. I slutet av torrtiden kan det vara 34–37 grader varmt.